# محمد عنتر
محمد عنتر (عربی: محمد عنتر؛ زادهٔ ۱ ژانویهٔ ۱۹۹۳) ورزشکار فوتبال اهل مصر است.
از باشگاه‌هایی که در آن بازی کرده‌است می‌توان به باشگاه ورزشی زمالک و باشگاه فوتبال اهرام سبورت اشاره کرد.